# Жилина (аэропорт)
Аэропорт Жилина (словац. Letisko Žilina, ILZ) — международный аэропорт в северо-западной Словакии вблизи села Долны Гричов, в 10 км к западу от города Жилины. Используется для нерегулярных международных и внутренних полётов, а также в грузовых, частных, спортивных и других целях. Связан с автомагистралью D1.
Построен в 1972 году вместо старого жилинского аэропорта Брезовски Маер. Официально открыт в 1974 году. С 1981 по 2012 годы регулярные полёты (на Прагу) периодически прерывались.